# Actia nigra
Actia nigra är en tvåvingeart som beskrevs av Hiroshi Shima 1970. Actia nigra ingår i släktet Actia och familjen parasitflugor. Inga underarter finns listade i Catalogue of Life.